# Anna Seidel (sinológus)
Anna Katharina Seidel (Berlin, 1938. július 31. – San Francisco, 1991. szeptember 29.; kínai neve pinjin hangsúlyjelekkel: Suǒ Ān; magyar népszerű: Szo An; kínaiul: 索安) német sinológus.

## Élete és munkássága
Anna Seidel a család harmadik, legkisebb gyermeke volt. A második világháború idején apja, aki repülőgépmérnök volt, sokat kockáztatva, müncheni otthonukba bújtatta a család zsidó barátját.
Seidel először a Lajos–Miksa Egyetemen kezdte el sinológiai tanulmányait (1958–1960), majd átkerült a Hamburgi Egyetemre. Kifejezetten a kínai vallások tanulmányozása miatt Párizsba utazott, ahol két kiváló, Németországból kivándorolt professzornál, Maxime Kaltenmarktól és Rolf A. Steintől tanult. 1968-ban szerzett doktori fokozatot a La divinisation de Lao-tseu dans le taoisme des Han című disszertációjával. 1969-ben Seidelt beválasztották a Han tekinthető úttörő tanulmányt a területen. 1969-ben, Seidelt beválasztották az École française d'Extrême-Orient tagjai közé és Japán régi fővárosába, Kiotóba küldték, ahol ] és küldték, ahol örökre letelepedett.
1978-ban vendégprofesszorként tanított a Hawaii Egyetemen, majd 1988-ban a Kaliforniai Egyetemen. Élete során többször utasított vissza jövedelmező állásokat amerikai egyetemeken.
1985-ben megalapította a Cahiers d’Extrême-Asie című folyóiratot, amely máig a kelet-ázsiai vallások egyik jelentős szaklapjának számít.
Seidel ízig-vérig világpolgárnak számított: német származású és neveltetésű francia állampolgár, aki Japánban élt és kutatott, szerte a világban tanított. Szakterülete mindvégig a taoizmus kutatása maradt. A témában tervezett nagy összegző műve halála miatt befejezetlen maradt.

## Főbb művei
- La divinisation de Lao Tseu dans le taoïsme des Han, 1969
- The Image of the Perfect Ruler in Early Taoist Messianism: Lao-tzu and Li Hung. History of Religions 9.2/3 (1969-1970): 216-247.
- Buying One's Way to Heaven: The Celestial Treasury in Chinese Religions. History of Religions 17.3/4 (1978): 419-431.
- Imperial Treasures and Taoist Sacraments: Taoist Roots in the Apocrypha. In Tantric and Taoist Studies. Bruxelles, 1983
- Taoist Messianism. Numen, Volume 31.2 (1984): 161-174.

## Fordítás
- Ez a szócikk részben vagy egészben  az   Anna Seidel című angol Wikipédia-szócikk ezen változatának fordításán alapul.  Az eredeti cikk szerkesztőit annak laptörténete sorolja fel. Ez a jelzés csupán a megfogalmazás eredetét és a szerzői jogokat jelzi, nem szolgál a cikkben szereplő információk forrásmegjelöléseként.